# Anteros medusa
Anteros medusa är en fjärilsart som beskrevs av Druce 1874. Anteros medusa ingår i släktet Anteros och familjen Riodinidae. Inga underarter finns listade i Catalogue of Life.